# Тельфс
Тельфс (нім. Telfs) — ярмаркове містечко і громада округу Інсбрук-Ланд у землі Тіроль, Австрія.
Тельфс лежить на висоті  633 м над рівнем моря і займає площу 45,48 км². Громада налічує 14736 мешканців. 
Густота населення 324/км².  
Тельфс розташований в 27 кілометрах на захід від столиці провінції Інсбрука у долині річки Інн біля підніжжя 2662 метрової гори Високий Мунде.
|                                 |
| Тельфс на мапі округу та землі. |

 Адреса управління громади: Untermarktstraße 5 + 7, 6410 Telfs.

## Демографія
Історична динаміка населення міста за даними сайту Statistik Austria

## Галерея

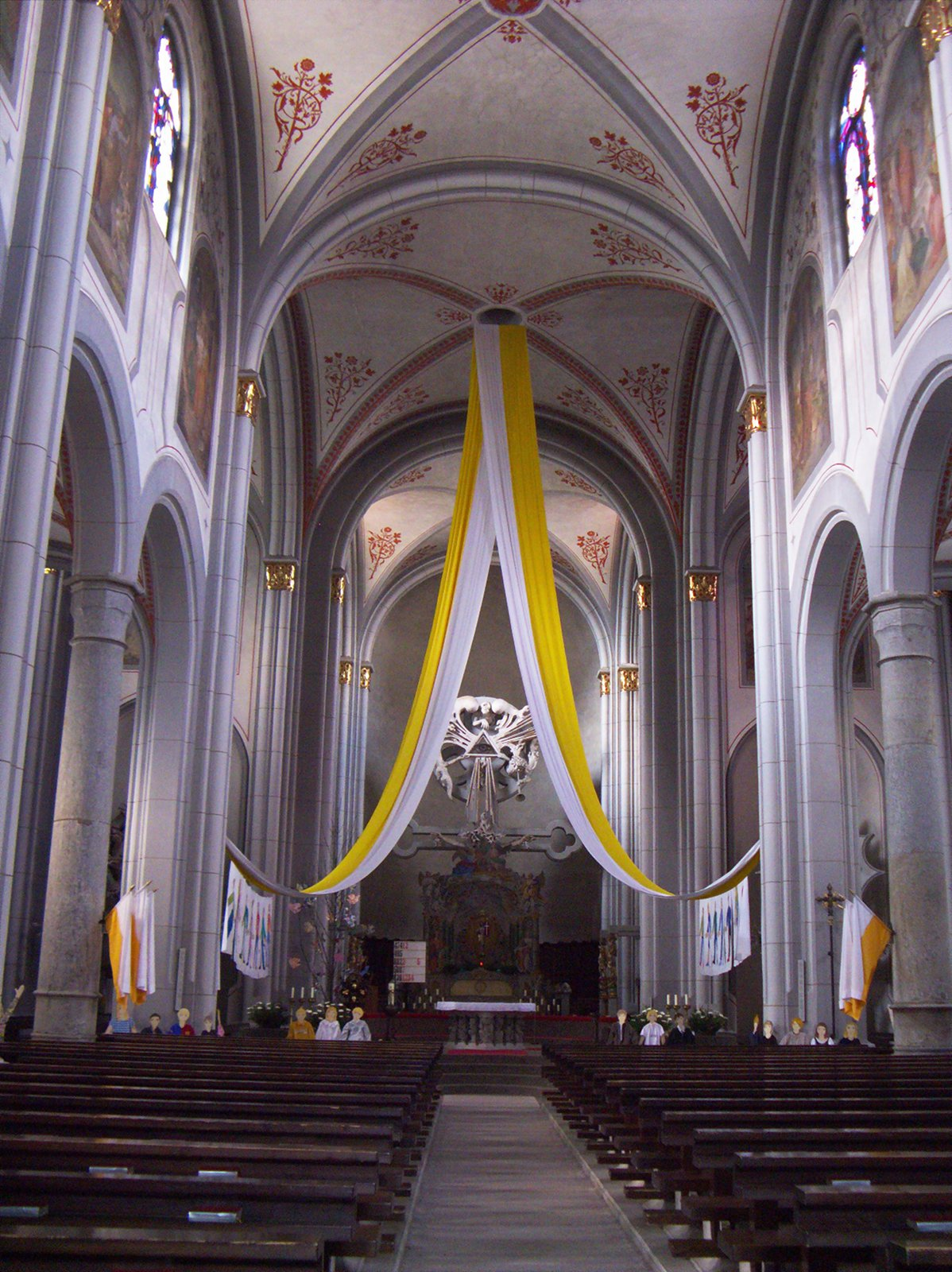
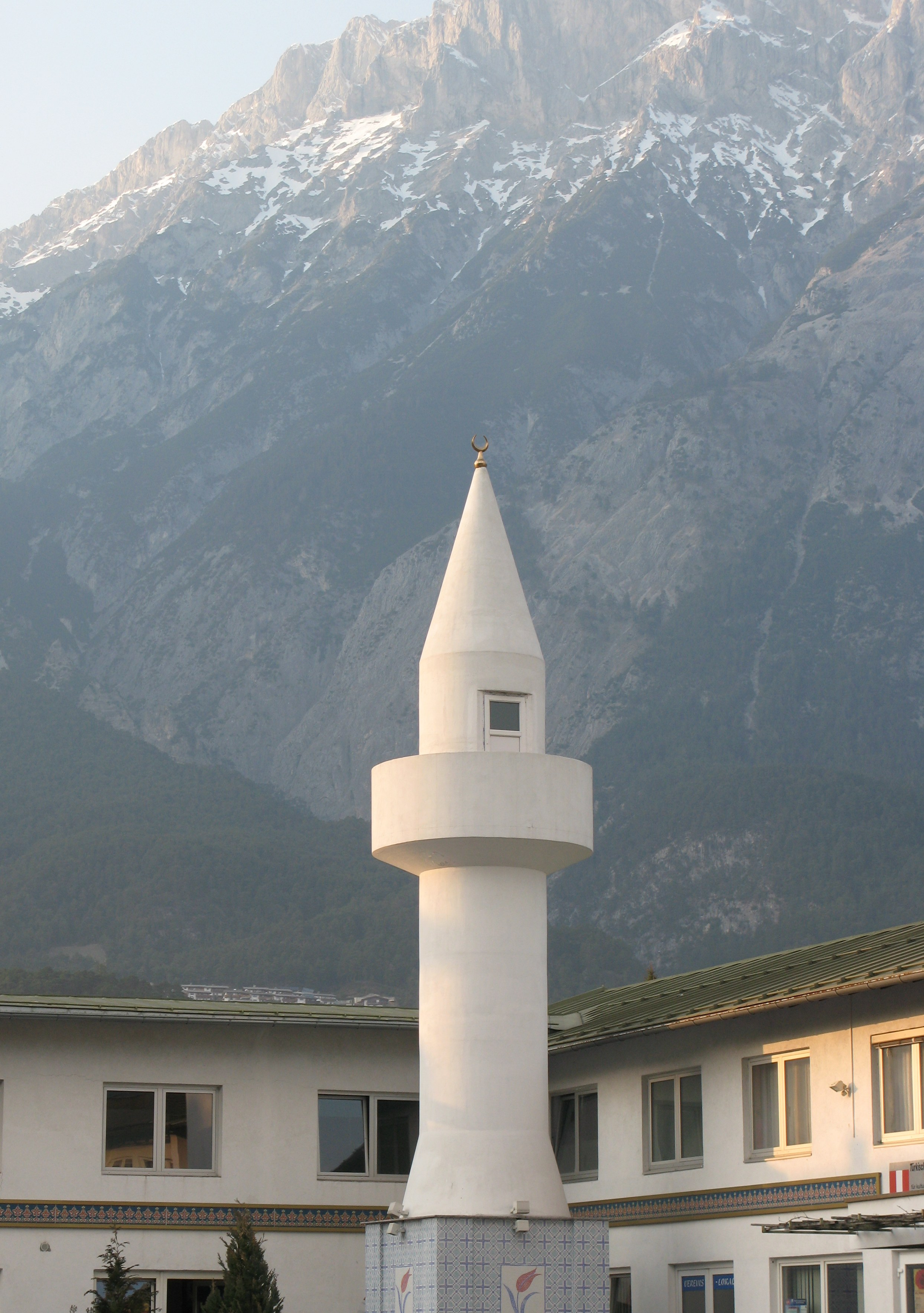
Мінарет мечеті Еюп-Султан

## Виноски
1. ↑  Dauersiedlungsraum der Gemeinden Politischen Bezirke und Bundesländer - Gebietsstand 1.1.2018 — Статистичне управління Австрії.
2. ↑  https://www.statistik.at/blickgem/blick1/g70357.pdf
3. ↑  www.telfs.eu. Архів оригіналу за 19 квітня 2012. Процитовано 16 липня 2013. [Архівовано 2012-04-19 у Wayback Machine.]
4. ↑  Gemeindedaten von Telfs

| Австрія | Це незавершена стаття з географії Австрії. Ви можете допомогти проєкту, виправивши або дописавши її. |